# برندا میلنر
برندا میلنر (انگلیسی: Brenda Milner؛ زادهٔ ۱۵ ژوئیهٔ ۱۹۱۸) دانشمند در زمینه عصب‌روان‌شناسی اهل کانادا است.
وی همچنین برندهٔ جوایزی همچون همکار انجمن سلطنتی، جایزه کاولی، جایزه گاردینر، جایزه پرل مایستر گرینگارد، و جایزه بالزان شده‌است.

## زندگی
بروندا لانگفورد (بعداً با ازدواج به میلنر تغییر کرد) در ۱۵ ژوئیه ۱۹۱۸ در منچستر، انگلستان به دنیا آمد. پدر میلر ساموئل لنگفورد منتقد موسیقی، روزنامه‌نگار و معلم بود و مادرش (نوعی لسلی دویگ) آموزگار آواز خواندن بود. در سال ۱۹۳۹ میلر با درجه لیسانس روانشناسی تجربی فارغ‌التحصیل شد.